# Proharpinia setifera
Proharpinia setifera is een vlokreeftensoort uit de familie van de Phoxocephalidae. De wetenschappelijke naam van de soort is voor het eerst geldig gepubliceerd in 1986 door Ledoyer.